# HMOX1
HMOX1 (hem oksigenaza (deciklirajuća) 1) je ljudski gen koji kodira enzim hem oksigenaza 1 (EC 1.14.99.3). Hem oksigenaza posreduje prvi korak katabolizma hema. Ona razlaže hem, čime se formira biliverdin.
Hem oksigenaza je esencijalni enzim u katabolizmu hema. On preseca hem i formira biliverdin, ugljen-monoksid, i fero gvožđe. Biliverdin se naknadno konvertuje u bilirubin posredstvom biliverdin reduktaze. Dejstvo hem oksigenaze se indukuje njegovim substratom hemom i raznim nehemnim supstancama. Hem oksigenaza se javlja u obliku dva izozima, inducibilne hem oksigenaze-1 i konstitutivne hem oksigenaze-2. HMOX1 i HMOX2 pripadaju familiji hem oksigenaza.
HMOX gen je lociran na dugom (q) delu hromozoma 22 u poziciji 12.3, od baznog para 34,101,636 do baznog para 34,114,748.

## Antiinflamatorno dejstvo
Sposobnost oksigenaze 1 da katabolizuje slobodni hemi i proizvede ugljen-monoksid (CO) joj daje antiinflamatorna svojstva purem povećanog izražavanja interleukina 10 (IL-10) i antagonista interleukin 1 receptora (IL-1RA).

## Literatura
- Yachie A, Niida Y, Wada T, Igarashi N, Kaneda H, Toma T, Ohta K, Kasahara Y, Koizumi S (1999). „Oxidative stress causes enhanced endothelial cell injury in human heme oxygenase-1 deficiency”. J Clin Invest. 103 (1): 129—35. PMC 407858 . PMID 9884342. doi:10.1172/JCI4165.
- Zhang Z, Song Y, Zhang Z, Li D, Zhu H, Liang R, Gu Y, Pang Y, Qi J, Wu H, Wang J (2016). „Distinct role of heme oxygenase-1 in early- and late-stage intracerebral hemorrhage in 12-month-old mice”. J Cereb Blood Flow Metab. PMID 27317654. doi:10.1177/0271678X16655814.
- Wang J, Doré S (2007). „Heme oxygenase-1 exacerbates early brain injury after intracerebral haemorrhage.”. Brain. 130 (6): 1643—52. PMC 2291147 . PMID 17525142. doi:10.1093/brain/awm095.
- Soares MP, Brouard S, Smith RN, Bach FH (2002). „Heme oxygenase-1, a protective gene that prevents the rejection of transplanted organs”. Immunol. Rev. 184: 275—85. PMID 12086318. doi:10.1034/j.1600-065x.2001.1840124.x.
- Morse D, Choi AM (2002). „Heme oxygenase-1: the "emerging molecule" has arrived”. Am. J. Respir. Cell Mol. Biol. 27 (1): 8—16. PMID 12091240. doi:10.1165/ajrcmb.27.1.4862.
- Buelow R, Tullius SG, Volk HD (2002). „Protection of grafts by hemoxygenase-1 and its toxic product carbon monoxide”. Am. J. Transplant. 1 (4): 313—5. PMID 12099373. doi:10.1034/j.1600-6143.2001.10404.x.
- Ishikawa, K. (2003). „Heme oxygenase-1 against vascular insufficiency: roles of atherosclerotic disorders”. Curr. Pharm. Des. 9 (30): 2489—97. PMID 14529548. doi:10.2174/1381612033453767.
- Exner M, Minar E, Wagner O, Schillinger M (2005). „The role of heme oxygenase-1 promoter polymorphisms in human disease”. Free Radic. Biol. Med. 37 (8): 1097—104. PMID 15451051. doi:10.1016/j.freeradbiomed.2004.07.008.
- Ozono, R. (2006). „New biotechnological methods to reduce oxidative stress in the cardiovascular system: focusing on the Bach1/heme oxygenase-1 pathway”. Current pharmaceutical biotechnology. 7 (2): 87—93. PMID 16724942. doi:10.2174/138920106776597630.
- Tracz MJ, Alam J, Nath KA (2007). „Physiology and pathophysiology of heme: implications for kidney disease”. J. Am. Soc. Nephrol. 18 (2): 414—20. PMID 17229906. doi:10.1681/ASN.2006080894.
- Chang CF, Cho S, Wang J (2014). „(-)-Epicatechin protects hemorrhagic brain via synergistic Nrf2 pathways”. Ann Clin Transl Neurol. 1 (4): 258—271. PMC 3984761 . PMID 24741667. doi:10.1002/acn3.54.
- Hill-Kapturczak N, Agarwal A (2007). „Haem oxygenase-1--a culprit in vascular and renal damage?”. Nephrol. Dial. Transplant. 22 (6): 1495—9. PMID 17389623. doi:10.1093/ndt/gfm093.